# Sedaví
Sedaví – gmina w Hiszpanii, w prowincji Walencja, we wspólnocie autonomicznej Walencja, o powierzchni 1,83 km². W 2011 roku liczyła 10 186 mieszkańców.